# Kacagány

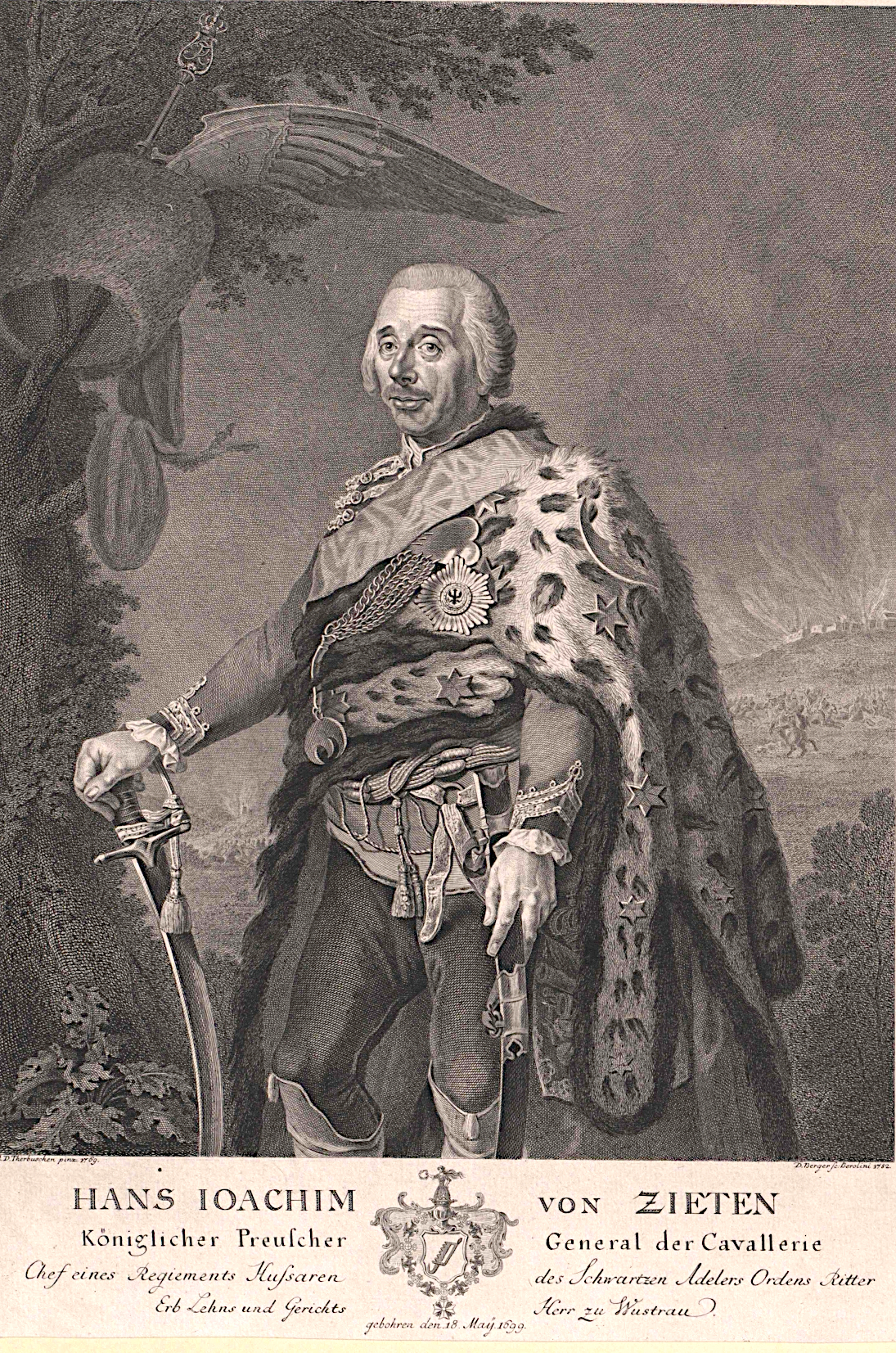
Hans Joachim von Zieten huszárgenerális párduc bőréből készült kacagánnyal

A kacagány nyakba akasztható vagy köthető, a hátat borító prémes állatbőr. Eredetileg párduc vagy tigris bőréből készült felsőruha, amelynek helyébe később a mente lépett. Mind a magyaroknál, mind a török népeknél felségjelvény és a méltóság jele volt. A dervisek keleten párducbőrt vetettek a vállukra. A kacagány később katonai öltözetté vált, amelyet a dolmány és néha a páncél fölött viseltek. Így fordul elő a 16. századbeli ábrázolásokon (pl. Csoknyay Benedek 1580. évi címeres levelén). Ekkor már nemcsak párducbőrből készítették, de farkasbőrből is. Farkaskacagányokat viseltek a hajdúk a kuruc korban, mégpedig úgy, hogy a kacagányt a bal vállon kötötték meg, hogy a kar szabadon mozoghasson. Mindezekkel a divatokkal párhuzamosan a köznép, kivált a pásztorok cserzett báránybőrkacagányt viseltek (így látjuk ezt a pécsi székesegyház egyik Árpád-kori domborművén). Mint katonai öltönydarab a kacagány a 18–19. században a magyar nemesi testőrség díszruháján jelent meg (párducbőrből), külföldön pedig (ahová elszármazott) történeti nevezetességű Hans Joachim von Zietennek, II. Frigyes porosz király huszárgenerálisának kacagánya. Az 1790-es koronaőröket bemutató leírások és metszetek szerint a Zala vármegyei bandérium főtisztjeinek „vállaikon pedig párdutz bör függött”. 1820-ban Hódmezővásárhely követei „hátibőrt” viselve mentek Bécsbe, ahol akkoriban annyira magyar viseletnek tekintették, hogy nem is okoztak vele feltűnést. 1900-ban Rákóczi és bujdosótársai hamvainak temetési menetét, csatlósokkal vezetett lovon, kezében Rákóczi-címeres fekete lobogóval gróf Hadik János, Hadik András magyar huszártábornok ükunokája nyitotta meg, akit négy párducbőrkacagányos harsonás követett.
Beöthy Zsolt: A magyar irodalom kis tűkre c. művében így írt a kacagányról mint szimbolikus ruhadarabról: „Az ősidők homályából egy lovas ember alakja bontakozik ki szemeink előtt, amint a Volga melléki pusztán nyugodtan áll és  figyel. Hegyes kalpagjában, párduckacagányában izmos dereka mintha oda volna nőve apró lovához.”